# Uścieniec-Kolonia (Uścieniec)
Uścieniec-Kolonia  – część wsi Uścieniec w Polsce, położona w województwie mazowieckim, w powiecie garwolińskim, w gminie Łaskarzew.
W latach 1975–1998 miejscowość administracyjnie należała do województwa siedleckiego.
Wierni Kościoła rzymskokatolickiego należą do parafii Podwyższenia Krzyża Świętego w Łaskarzewie.